# Эдинбургский зоопарк
Эдинбургский зоопарк (англ. Edinburgh Zoo ранее Шотландский национальный зоологический парк) — некоммерческий зоологический парк, занимающий территорию площадью 33 гектара; расположен на Корсторфин-Хилле, откуда открываются панорамные виды на столицу Шотландии. Официальная задача — «Вдохновить и воодушевить посетителей чудесным миром животных и таким образом способствовать сохранению исчезающих видов и мест их обитания» (англ. The main objective of a zoo — to inspire and excite visitors of wonderfull life of animals, and thus to promote preservation of endangered species and their habitats.) 
Зоологический парк был создан в 1913 году, он принадлежит Королевскому зоологическому обществу Шотландии, и на его логотипе представлены аббревиатура RZSS (от Royal Zoological Society of Scotland), надпись Edinburgh Zoo и на их фоне — силуэт пингвина. Эдинбургский зоопарк ежегодно посещают более 600 000 туристов, и по этому показателю он занимает второе место среди достопримечательностей Шотландии, уступая лишь Эдинбургскому замку. Помимо обслуживания туристов зоопарк также занимается различными исследованиями, изучая поведение животных и помогая сохранить исчезающие виды.  
Здесь, как сообщается на сайте, можно увидеть представителей фауны многих регионов Земли — более 2500 животных. Среди зоопарков Британии Эдинбургский — единственный, где содержатся коалы, и он был первым, куда в своё время привезли пингвинов, в том числе королевских. Особой известностью в мире пользуется живущий здесь королевский пингвин — генерал-майор Норвежской гвардии и её талисман сэр Нильс Улаф III. Зоопарк, наряду с собранием животных, обладает также одной из самых разнообразных и самых больших в мире коллекций деревьев, которые произрастают на его территории.
Эдинбургский зоопарк — член нескольких организаций, в том числе Британско-ирландской ассоциации зоопарков и аквариумов (BIAZA), Европейской ассоциации зоопарков и аквариумов (EAZA), Международной ассоциации зоопарков и аквариумов (WAZA). Он также получил оценку в четыре звезды от Шотландского туристического совета.
Здесь под эгидой RZSS проводят большую просветительную работу, многочисленные и разнообразные мероприятия с посетителями, стремясь привлечь их к охране природы, например предлагая принять участие в обсуждении вопросов спасения диких лесных котов Шотландии и внести посильную лепту в решение этой задачи.  Стараются увлечь людей занятиями, не только не причиняющими ущерба природе, но и помогающими понять и раскрыть ее красоту; так, организуются мастер-классы по  фотографированию пейзажей и животных в естественных условиях. И даже приглашают на семинары, призванные помочь людям, страдающим арахнофобией, справиться со своим страхом перед пауками, причём обращение к целевой аудитории начинается фразой: «Мы в Королевском зоологическом обществе Шотландии любим пауков, но знаем, что не все к ним так относятся…»